# José de Castro Arines
José de Castro Arines (Tuy, 15 de mayo de 1911-Madrid, 16 de noviembre de 1997) fue un escritor y crítico de arte español.

## Biografía
José de Castro Arines nació el 15 de mayo de 1911 en Tui. Hijo de ferroviarios, fue el mayor de siete hermanos, y el único de la prole que viene al mundo en esa villa, pues el abuelo materno era representante de la MZOV para Portugal y la familia tenía fijada allí su residencia. Sin embargo, debido a los destinos de su progenitor, su infancia transcurrió entre Redondela y Ourense.
Estudió bachillerato en Pontevedra, siendo uno de sus profesores Castelao, maestro auxiliar de dibujo en el instituto de la ciudad del Lérez desde 1916. A pesar de la diferencia de edad, Castro Arines inició una amistad con el ilustre rianxeiro, quien lo asesoró en los inicios de su creación artística. Con su maestro y amigo se integró en el mundo de la bohemia y del galleguismo, llegando a ser en 1936 director de la revista "Guía" de la Federación de Juventudes Galleguistas del Partido Galeguista. Con el paso de los años, el círculo de relaciones se fue ampliando con autores como Torrente Ballester, Luis Seoane o Isaac Díaz Pardo. Con este último, con quien más adelante publicaría La Cerámica de Arcadio Blasco (en 1978), participó en 1932 en la muestra colectiva de la Agrupación Ultreya en Santiago y en numerosas conferencias.
Después del bachillerato, se trasladó a Santiago para cursar Filosofía y Letras; estudios que acabó en la Complutense de Madrid y complementó en las escuela oficiales madrileñas de Periodismo y de Artes Gráficas.
Becario de la Diputación Provincial de Pontevedra y de la Fundación Juan March, fue profesor invitado en la Universidad Internacional Menéndez Pelayo. Sin embargo, su trayectoria laboral había comenzado en el Instituto Nacional de Estadística, entregándose más tarde a la crítica de arte y a la escenografía.
Fundador de la Asociación Española de Críticos de Arte, también fue miembro numerario de la Asociación Internacional de Críticos de Arte y de la Comisión de Artes Plásticas de la Dirección General de Bellas Artes. Además, fue académico corresponsal de Bellas Artes y no numerario de la [Real Academia Galega] de la lengua.
Como crítico, fue correspondiente de arte en el Alcázar de Madrid, en el Diario de Barcelona, en Les Nouvelles Litéraries, en la revista Arte y Letras y, durante más de tres décadas, responsable de la sección de arte, "contador artístico", como él incluso decía, del diario Informaciones. Fue en este medio en el que elogió en 1954, con motivo de una exposición, la obra del artista vasco Eduardo Chillida, un reconocimiento temprano y visionario para la época.
Pero a la crítica hay que añadir la publicación de varias obras de creación literaria y artística. Así, en 1959 fue galardonado con el Premio de la Crítica del Colegio de Arquitectos de Madrid; en 1961 recibió el de Teatro del Ateneo de Madrid, y al año siguiente el Nacional de Literatura, dotado con 10.000 pesetas, por "Cuatro artículos sobre Arte".
Entre sus obras, podemos destacar varios manuales centrados en artistas como María Droc, Victoria de la Fuente, Goya o Luis Seoane; o estudios como "El Libro de las galería gallegas"; "Anuario del arte español", "El arte abstracto"," Ciruelos. Crónica de una anticipación", libro-entrevista sobre el pintor Modesto Ciruelos o "Arquitectura Española en el extranjero", junto con Adolfo González Amézqueta y Bernardo Ynzenga. Además, investigó sobre el trabajo de varias pintoras gallegas como Maruja Mallo, Ana Legido, María Formoso o Mercedes Ruibal.
Con una vida centrada en el arte y en el periodismo, José de Castro Arines falleció en Madrid después de una dura enfermedad el 16 de noviembre de 1997. En la actualidad, el Museo Reina Sofía custodia parte de su fondo de crítica de arte donado por la familia.